# 쇼와 (가마쿠라 시대)
쇼와(正和, しょうわ)는 일본의 연호(元号) 중 하나이다.
- 전후 : 오초(応長) 이후 - 분포(文保) 이전.
- 시기 : 1312년 ~ 1317년
- 천황 : 하나조노 천황
- 쇼군 : 가마쿠라 막부의 모리쿠니 친왕
- 싯켄 : 호조 무네노부, 히로토키, 모토토키, 다카토키

## 개원(改元)
- 오초 2년 3월 20일(율리우스력 1312년 4월 27일), 천재지변과 지진으로 인해 개원.
- 쇼와 6년 2월 3일(율리우스력 1317년 3월 16일), 분포로 개원된다.

## 출전
『구당서』의 「皇帝受朝，奏政(正)和」.

## 쇼와 시기에 일어난 일

### 죽음
- 4년
  - 호조 히로토키 (향년 37세)
- 5년
  - 고호켄니치

## 서력과의 대조표
| 쇼와 | 원년   | 2년    | 3년    | 4년    | 5년    | 6년    |
| ---- | ------ | ------ | ------ | ------ | ------ | ------ |
| 서력 | 1312년 | 1313년 | 1314년 | 1315년 | 1316년 | 1317년 |
| 간지 | 임자   | 계축   | 갑인   | 을묘   | 병진   | 정사   |

## 같이 보기
- 일본의 연호 일람
- 쇼와(正和)는 사찰의 기록・지방의 지지(地誌)・역사서 등에서 발견되는 규슈 연호중 하나이다. 526년에서 530년 사이의 시기라는 일부의 견해가 있다. 이와이의 난이 일어난 시기에 해당한다(니혼쇼키).

| 이전 오초 | 일본의 연호 1312년 ~ 1317년 | 다음 분포 |